# Javořice
Il Javořice (in ceco, Jaborschützberg in tedesco - 837 m s.l.m.) è la montagna più alta dei alture della Javořice, alture boemo-morave. 
Si trova vicino confine tra la Boemia e la Moravia in Repubblica Ceca. Costituisce il punto più elevato di quest'ultima.